# Aeroflot-Flug 3932
Aeroflot-Flug 3932 war ein Linienflug von Swerdlowsk nach Wladiwostok, der am 30. September 1973 mit dem Absturz einer Tupolew Tu-104 endete.

## Verlauf
Die Tu-104 startete um 20:33 Uhr vom Flughafen Swerdlowsk mit Kurs 256°. Der Fluglotse forderte die Piloten kurz danach auf, eine Linkskurve zu fliegen und auf eine Höhe von 1.500 Metern zu steigen.
Die Piloten neigten das Flugzeug 35–40° nach links und begannen mit der Kurve. Gegen 20:37 Uhr neigte sich das Flugzeug fast 75–80° nach links und stürzte aus etwa 1.200 Metern Höhe Richtung Boden. Mit über 800 km/h bohrte sich die Tu-104 in die Erde und explodierte. Alle 108 Personen an Bord starben.

## Unfallursache
Der Grund für den Absturz war der Ausfall des künstlichen Horizonts und des Kurskreisels aufgrund eines Stromausfalls im System, das beide Geräte mit Strom versorgte. Weil es schon dunkel und wolkig war, verloren die Piloten die Orientierung und stürzten ab. Es konnte nicht einwandfrei festgestellt werden, ob ein technischer Defekt oder ein Fehler der Cockpitcrew zum Ausfall der Instrumente führte.

## Ähnliche Unfälle
Nur 13 Tage später stürzte eine Tu-104B auf dem Aeroflot-Flug 964 beim Landeanflug auf den Flughafen Moskau-Domodedowo ab. Alle 122 Insassen starben.